# Cour nationale de la tarification sanitaire et sociale
La Cour nationale de la tarification sanitaire et sociale (CNTSS) était une juridiction administrative française spécialisée compétente pour statuer en appel des décisions des tribunaux interrégionaux de la tarification sanitaire et sociale (TITSS) relatives aux litiges liés à la tarification des prestations des établissements et services en application des articles L. 314-1, L. 314-9 et L. 351-1 du code de l'action sociale et des familles.
En 2025, les TITSS et la CNTSS ont fusionné avec les juridictions administratives de droit commun.

## Histoire
La Cour ne siège pas entre 2004 et 2007, pour que son organisation soit compatible avec la Convention européenne des droits de l'homme, et entre 2011 et 2013, durant le transfert de sa gestion des ministères sociaux au Conseil d'État.

## Composition de la Cour
La Cour nationale de la tarification sanitaire et sociale est présidée par le président de la section sociale du Conseil d'État.
La cour comprend six membres nommés pour cinq ans par le vice-président du Conseil d'État au sein d'une liste proposée par les ministres chargés de la sécurité sociale, de la santé et de l'action sociale, dont trois en qualité de membres titulaires et trois en qualité de membres suppléants et six membres, (trois titulaires et trois suppléants) nommés pour cinq ans, par le vice-président du Conseil d'État, au sein d'une liste proposée par le Comité national de l'organisation sanitaire et sociale.
Le secrétariat de la Cour est rattaché administrativement au ministère de la santé et de la protection sociale, à la direction de l’hospitalisation et de l’organisation des soins.

## Compétence et procédure
Le ressort de la Cour est national. Elle statue en appel des décisions rendues par les cinq tribunaux interrégionaux de la tarification sanitaire et sociale de Bordeaux, Lyon, Nancy, Nantes et Paris.
Le Conseil d'État est juge de cassation des décisions de la CNTSS.